# Флаг Темиргоевского сельского поселения
Флаг муниципального образования Темирго́евское сельское поселение Курганинского района Краснодарского края Российской Федерации — опознавательно-правовой знак, служащий официальным символом муниципального образования.
Флаг утверждён 3 апреля 2012 года решением Совета Темиргоевского сельского поселения № 185 и внесён в Государственный геральдический регистр Российской Федерации с присвоением регистрационного номера 7647.

## Описание
«Прямоугольное полотнище с отношением ширины к длине 2:3, воспроизводящее композицию герба Темиргоевского сельского поселения Курганинского района в синем (голубом), зелёном, белом, жёлтом и чёрном цветах».
Неофициальное описание флага гласит: «Прямоугольное полотнище зелёного цвета с отношением ширины к длине 2:3, с синим треугольником, основание которого в верхней части полотнища, отделённым белыми отходящими от верхней части полотнища и сходящиеся в центре нижней части полотнища полосами толщиной в 1/6 от длины полотнища, причём внешние стороны белых полос касаются верхних углов полотнища. В синей части полотнища видимое сверху ромбовидное крепостное укрепление о четырёх бастионах (один, два и один), внутри которого — крылатый кадуцей (укрепление и кадуцей жёлтого цвета); внутри белых полос рукоятями вверх и лезвиями наружу жёлтые, с чёрными деталями, ближе к древку — адыгейская шашка, к вольной части — казачья шашка».

## Обоснование символики
Флаг языком символов и аллегорий отражает исторические, культурные и экономические особенности сельского поселения.
Станица Темиргоевская образована в 1851 году. Начало основанию станицы Темиргоевской положило одноимённое казачье укрепление, сооружённое в 1840 году на правом крутом берегу реки Лаба, при слиянии рек Чамлык, Лабёнок и Лаба. Данные реки аллегорически показаны белым перевёрнутым стропилом.
Название Темиргоевскому укреплению дано по одной из адыгейских народностей — темиргоевцев, земли которых лежали на противоположной стороне Лабы, между устьями рек Лаба и Белая. Схематическое изображение крепостного укрепления указывает на Темиргоевское укрепление, положившее начало основанию станицы и поселения.
Добрососедские мирные отношения казаков и горцев, их совместные участия в борьбе с врагами, отвага и удаль аллегорически показаны изображением казачьей и адыгейской шашек вложенных в ножны.
Синий цвет (лазурь) символизирует чистое небо, честь, искренность, добродетель, возвышенные устремления.
Синий цвет также является определяющим цветом Линейного кавказского казачьего войска, к которому первоначально принадлежали казаки станицы Темиргоевская.
Жёлтый цвет схематического изображения крепостного укрепления аллегорически показывает, что экономическое развитие станицы и поселения основано на производстве сельскохозяйственной продукции.
Зелёный цвет символизирует жизнь, надежду, возрождение, плодородие.
Белый цвет (серебро) — символ мудрости, совершенстве, чистоты, веры, мира.